# 松尾陽二
中村 陽二（なかむら ようじ、1987年9月9日 - ）は、日本の実業家・著述家。

## 人物・経歴
独立まで：
・幼稚園・小学校をインド・ニューデリーで過ごす。
・東京大学工学部電気電子工学卒、東京大学工学研究科修了。半導体、ハードウェアセキュリティの研究を行う。
・マッキンゼー＆カンパニー入社。製造業、IT、オイル＆ガス。成長戦略、M＆A、JVに主に携わる。
事業再生：
・マッキンゼー＆カンパニー退社後株式会社サイシード創業。人材関連企業を買収し、代表取締役として事業再生を実行。営業利益-3,000万円の状態から+4,000万円の状態に再生し売却。
上場会社経営：
・売却先の企業で取締役に就任。2021年6月に東証グロース市場に上場。上場企業経営に取締役として携わる。
スタートアップ経営：
・代表を務める会社においてAI事業を立ち上げ成長を牽引。事業開始6年で売上は20億円、営業利益は11億円に到達。投資ファンドへ売却。
投資家：
・創業まもなく取締役として参画したプロジェクトカンパニーが2021年9月東証グロース市場上場。
アドバイザリー
・売上500億円以上の企業を中心とした新規事業・投資アドバイザリーを株式会社ストラテジーキャンパス代表取締役として300プロジェクト以上経験。
書籍
2024年9月実業之日本社より「インサイト中心の成長戦略」出版